# パトリック・ベイトマン
パトリック・ベイトマン（Patrick Bateman）は小説家のブレット・イーストン・エリスによって創作された架空の人物。エリスの1991年の小説『アメリカン・サイコ』の主人公兼語り手であり、悪人として描かれている。2000年公開の映画化作品『アメリカン・サイコ』ではクリスチャン・ベールが演じた。
ベイトマンは裕福な物質主義のヤッピーである。日中はマンハッタン・ウォール街の投資銀行家として働いているが、連続殺人犯としての裏の顔を持つ。エリスの他の小説やその映画化・舞台化作品にも短期間登場している。

## 略歴とプロフィール
ベイトマンはウォール街の架空の投資会社「ピアース＆ピアース（Pierce & Pierce）」でM&Aのスペシャリストとして活躍する26歳である。アッパー・ウエスト・サイドの東81丁目、アメリカン・ガーデンズ・ビルの11階に住んでおり、彼は俳優トム・クルーズの隣人である。しかし、裏では同僚、浮浪者、売春婦などさまざまな人々を毒牙にかける連続殺人犯としての側面を持つ。レイプ、拷問、死姦、カニバリズムなど、彼の犯罪は小説の中で生々しく描写されている。
1962年10月23日生まれで、裕福な家庭の出身である。両親はロングアイランドに家を構え、ベイトマンはロードアイランド州ニューポートに避暑用の別荘を持っていると語っている。両親は早期に離婚し、母親は病気で現在はサナトリウム（療養所）で入院生活を送っている。エリスの前作『ルールズ・オブ・アトラクション』で初登場した彼の父親は、コネチカットの地所で育ち、現在はマンハッタンのカーライルホテルのアパートを所有している。  小説の中では過去形でしか語られないため、彼は既に故人であると推測されている。パトリックの弟ショーン・ベイトマンはカムデン大学に通っている（『ルールズ・オブ・アトラクション』の主人公でもある)。パトリックは大学進学校のフィリップス・エクセター・アカデミーに通っていた。ハーバード大学とハーバード・ビジネス・スクール（HBS）を卒業し、ニューヨークに移住。
小説の終盤には、ポール・オーウェン（映画ではポール・アレン）という同僚を殺害した容疑で逮捕されそうだと思い込んでおり、顧問弁護士の留守番電話に自分の罪を告白するメッセージを残す。しかし、あるパーティーで弁護士に出くわしたとき、その弁護士はベイトマンを別人と勘違いし、アレンとほんの数日前に会ったという理由で、件のメッセージは冗談として捉えていた。ベイトマンは、自分が望む罰や悪評は永遠に得られないものであり、虚無の中に閉じ込められていることを悟り、物語はベイトマンがはリーズの店内で「ここからは出られません（This is not an exit）」というドアの表示を見るところで締めくくられる。

## 人物像
ベイトマンはヤッピーの究極のステレオタイプである。裕福でうぬぼれが強く、セックス中毒、薬物中毒、誇示散財に溺れている。彼の友人たちは皆、彼からすれば似たような顔をしており、しばしば友人を別の友人と混同している。逆も然り、友人たちもベイトマンを別人と度々混同する。ベイトマンは、デザイナーの服、エクササイズの習慣、名刺、アルコール飲料、高品質なハイエンド・ステレオ、ホームシアターの音響システムなど、自身が考える上流階級のライフスタイルのほぼすべての特徴を執拗に網羅することに喜びを感じている。同じく裕福で、浅はかな女性エヴリン・ウィリアムズ（Evelyn Williams）と婚約。一方で、コートニー・ローレンス（Courtney Lawrence）という愛人がいるが、彼女はベイトマンが軽蔑する同性愛者（クローゼット）であるルイス・カルザースのガールフレンドでもある。べイトマンは娼婦やクラブで出会った女性たちと定期的に関係を持ち、その多くが彼の犠牲となっている。彼が人生で唯一（そしておそらく唯一の人間）想いを寄せる女性は、秘書のジーン（Jean）である。彼は自分の人生の中で、彼女だけが完全に浅はかでない人間だと感じたため、彼女を誘惑したり殺そうと試みていない。べイトマンは彼女のことを「Jean, my secretary who is in love with me（僕に恋する秘書のジーン）」とさりげなく認め、ナレーションでは「will probably end up married to someday（いつか結婚することになるだろう）」と語っている。
裕福で社会的地位が高いにもかかわらず、ベイトマンは常に不安と低い自尊心というネガティブな感情に苛まれている。彼が多くの人間を殺す動機は、対象が彼に現状への不満感を覚えさせ、大抵の場合自分より趣味が良いからである。べイトマンは他人から頻繁に嫌悪感を抱かれている。友人たちは彼を「boy next door（お利口さん）」とからかい、顧問弁護士からは「"bloody ass-kisser... a brown-nosing goody-goody"（ゴマすり野郎で、おべっか使いのいい子ちゃん）」と評され、社交界の外の人々からは「"yuppie trash"（ヤッピーのゴミ）」と軽蔑されている。
ベイトマンはしばしば自分自身の正気について疑念を表明し、定期的に精神病の発作を起こし、その際に幻覚を見る。作中で描写されている彼の行動は実際に行われたのか、それとも単なる幻覚なのかは解釈の余地があり、したがって彼は信頼できない語り手である。物語のクライマックスで、弁護士に電話をかけ、すべての罪を告白する長く詳細なメッセージを残している。その後、彼は弁護士と出くわすが、ベイトマンを別人と勘違いし、自白を冗談だと切り捨てている。また、ベイトマンが殺したはずの人物が、後に彼と夕食を共にしたと主張しており、ベイトマンの行動の現実性は読者の解釈に委ねられている。
しばしば、自分には感情がないと主張しているが、ビデオテープの返却を忘れたり、ディナーの予約を取るといった些細な面倒なことで極度の怒りや、パニック、悲嘆を覚えたり、悲しみで「涙が出そうになる」ことが多々あるとも語っている。遺体を解体している最中に泣き崩れ、「"just wants to be loved"（ただ愛されたいだけだ）」と嘆く場面も見られる。彼はこうした感情をコントロールするためにザナックス（アルプラゾラム）などの向精神薬を服用している。寛容、平等、「伝統的な道徳的価値観（"traditional moral values"）」といった哲学を公言するのは、それが自分の好感度の向上に繋がると考えているからだが、実際には人種差別主義者でホモフォビア、反ユダヤ主義の傾向が強い。ベイトマンは、細部に至るまで揺るぎないこだわりを持ち、強迫的な虚栄心と身だしなみに高い意識を向けることで不安を補う。自身の混沌とした人生を「コントロール」する手段として、できるだけファッショナブルで高価な服やアクセサリーを買う(例として、サルヴァトーレ・フェラガモ、アラン・フラッサーとヴァレンティノのスーツ、 オリバーピープルズの眼鏡とジャン＝ポール・ゴルチエ、ルイ・ヴィトン、ボッテガ・ヴェネタの革製品が挙げられる。)。同様に、彼は人々を服装や外見によって分類する。なぜなら、人々はレッテルやステレオタイプの観点からより簡単に「理解」を得られるからである。ベイトマンのアパートもまた、最新の音楽、食べ物、アートなど、外観もテイストもこだわり抜かれている。
ベイトマンは多かれ少なかれ無差別に殺人を犯し、好みの標的のタイプもなく、邪魔になる人間なら誰でも標的にしている。そして、一貫した、あるいは好んでいる殺害方法は無い。小説を通して、彼は人間、動物を殺し、そしてある時は子供を1人手にかけた。ベイトマンは主にサディズムを満たすために女性を殺害し、多くの場合、セックスの最中か直後に殺害する。彼が男性を殺すのは、べイトマンの気分を害したりイライラさせたり、あるいは劣等感を感じさせた場合である。子供の場合、ベイトマンは自分が楽しめるかどうか試してみたかったが、子供の死は大人の死ほど多くの人に影響を与えないため、満足感を得られなかったという。定期的に、彼は友人や同僚、そして赤の他人にさえ、自分の話を実際に聞いてるかどうか確かめるために自分の犯罪を淡々と告白する（"I like to dissect girls, did you know I'm utterly insane"（俺は女どもを切り刻んでやるのが好きだ、俺って完全にイカレてるだろ）などと語っている）。なお、相手の反応は無視か、冗談だと思っているかのいずれかである。

## 『アメリカン・サイコ』以外の作品において
ベイトマンはエリスの1987年の小説『ルールズ・オブ・アトラクション』（弟のショーンが主人公）で初登場しており、彼が連続殺人犯であることは明かされていない。エリスの1998年の小説『Glamorama』にも少しだけ登場しており、襟に「奇妙な染み」が付着したアルマーニのスーツを着用している。
ベイトマンは、映画の広告キャンペーンとして書かれた『American Psycho 2000』の電子メールにも登場している。それらはしばしばエリスが手掛けたものと誤解されているが、実際には1人または複数の無名の作成者によって書かれ、送信前にエリスが承認したものである。「American Psycho 2000」は、原作小説の「電子続編（"e-sequel"）」のような役割を果たした。メールの舞台は2000年で、小説から10年あまりが経過している。ベイトマンはDr Mのもとで心理療法を受けており、元秘書のジーンとも結婚している。二人には8歳になる息子のパトリック・ベイトマン・ジュニア（P.B.）がいる。作中でベイトマンは、セラピーについて、ジーンと離婚しようとしていること、殺人に対する新たな思い、息子への溺愛について語っている。最後には、メールを「書いている」「本当の」ベイトマンが、映画を製作する会社のオーナーであることが明かされる。
ベイトマンはエリスの2005年の小説『Lunar Park』にも登場し、作中にキャラクターとして登場するブレット・イーストン・エリスが、『アメリカン・サイコ』を執筆するのは自分自身が何かを書くというよりも暴力的な精神の言葉をチャネリングするような気分だったと告白している。幽霊のベイトマンはエリスの家に出没する。パトリック・ベイトマンの格好をした人物がエリスのハロウィン・パーティーに訪れ、ベイトマンを模倣した殺人鬼が出現する。小説の終盤、エリスは「最後の」ベイトマンの物語を、ベイトマンというキャラクターと、それに対抗する手段としてエリスがベイトマンを生み出した問題と向き合い、コントロールする方法として書く。そして、ベイトマンは、事実上船着き場の火事で死亡した。
Showtimeのシリーズ『デクスター 警察官は殺人鬼』の主人公デクスター・モーガンは連続殺人鬼であり、「Dr. Patrick Bateman」という偽名を使い、対象を無力化するためのM-99を入手している。
ビデオゲーム『Criminal Case』には、「Christian Bateman（クリスチャン・ベールとパトリック・ベイトマンを組み合わせた名前）」というキャラクターが登場する。
アメリカのメタルコアバンドアイス・ナイン・キルズは、アルバム『The Silver Scream 2: Welcome to Horrorwood』のために、映画版をイメージした「Hip To Be Scared」というタイトルのシングルをリリースした。

## 映画、舞台、スクリーンにおける登場
クリスチャン・ベールはエリスとハロンの両名から第一候補に挙げられていたものの、ベールは彼のエージェントからこの役は「職業上の自殺行為（"professional suicide"）」になると言われ、この役を面白がった。プロデューサーはキアヌ・リーブス、エドワード・ノートン、ブラッド・ピットらにもこの役をオファーした。 当初、レオナルド・ディカプリオがベイトマンを演じる予定だったが、エリスは（『アメリカン・サイコ』のDVDで説明しているように）特に『タイタニック』に出演した直後のディカプリオは若すぎると判断した。加えて、ディカプリオのマネージャーたちは、この役が「暴力的すぎる（"too violent"）」ため、彼のキャリアに傷がつく可能性を懸念した。2009年のBlack Bookのインタビューで、監督のメアリー・ハロンは「私たちは、パトリック・ベイトマンがいかに火星人に似ているか、別の惑星から来た人のように世界を眺め、人々の行動を観察し、正しい行動方法を見つけ出そうとしているかについて議論し合い、それからある日、クリスチャン（ベール）が私に電話をかけてきた。彼はデイヴィッド・レターマンの番組に出演しているトム・クルーズを見ていて、目の奥に何もない、とても強烈な親しみやすさを持っていて、彼はそのエネルギーに本当に心を奪わていたそうだ（"We talked about how Martian-like [the character] Patrick Bateman was, how he was looking at the world like somebody from another planet, watching what people did and trying to work out the right way to behave, and then one day [Christian] called me and he had been watching Tom Cruise on David Letterman, and he just had this very intense friendliness with nothing behind the eyes, and he was really taken with this energy."）と語っている。
ベイトマンは、2000年のドキュメンタリー『This Is Not an Exit: The Fictional World of Bret Easton Ellis』ではユマ・サーマンの弟であるデチェン・サーマンが演じた。
独立した続編の『アメリカン・サイコ2』でマイケル・クレムコがベイトマンを演じ、犠牲者になりかけた人物に殺害された。映画に登場するキャラクターを除けば、続編は前作と何の接点もなく、エリスはこの点を非難している。
ベイトマンは『ルールズ・オブ・アトラクション』を原作とする2002年の映画でも登場。エリスはインタビューで、監督のロジャー・エイヴァリーがベールに再演を依頼したが、ベールはそのオファーを断り、エイヴァリーはエリス自身にベイトマンを演じるよう依頼したと明かした。エリスは「酷くて不安だらけのアイデアだと思った（"thought it was such a terrible and gimmicky idea"）」と断り、エイヴァリーは最終的にキャスパー・ヴァン・ディーンを起用した。
マット・スミスはロンドンのアルメイダ劇場で上演された、ダンカン・シークが音楽と作詞を、ロベルト・アギーレ＝サカサが脚本を手がけた2013年の舞台ミュージカル『American Psycho: The Musical』でベイトマンを演じた。2016年、ベンジャミン・ウォーカーが同ミュージカルのブロードウェイでベイトマンを演じ、2016年3月21日から6月5日まで上演された。
テレビシリーズ『リバーデイル』では、Kevin Keller（演 : ケイシー・コット）がシーズン6第17話「第112章: アメリカン・サイコ（Chapter One Hundred and Twelve: American Psychos）」でベイトマン役として『アメリカン・サイコ』のミュージカル作品に出演している。

## 年表
- 1980年 : フィリップス・エクセター・アカデミー卒業。
- 1984年 : ハーバード大学卒業。
- 1985年 : パトリックは疎遠になった弟ショーンと将来について少し話し合う。
- 1986年 : ハーバード・ビジネス・スクール卒業。
  - 卒業後から『アメリカン・サイコ』の終わりまで、ピアース&ピアース勤務。
- c. 1996年: 『Glamorama（英語版）』のヴィクターのクラブに、「奇妙な染み（"strange stains"）」が付着したスーツを着て現れる。
- 2000年 : Dr M（『American Psycho 2000』の電子メールに登場）の治療を受ける。電子メールのストーリーでは、ベイトマンは少なくとも5年間結婚生活を送り、ジーンと離婚しようとしている。自ら証券会社を立ち上げ、原作よりも裕福になっている模様。彼のセンスはさらに洗練されている。殺人傾向（あるいは思考）は、息子の誕生後は少し鳴りを潜め、年を重ねるにつれて薄れていったようだが、完全に消失したわけではない。
- 2003年 : エリスにベイトマンが桟橋火災に見舞われたというシナリオを書かれたことで、死亡。詳細は『Lunar Park（英語版）』を参照。